# Abraham Pedersson Wirgman
Abraham Pedersson Wirgman, född 1674 i Villstads socken, Småland, död 1761 i Göteborg, var en svensk silversmed.
Han var från 1706 gift med Anna Dorothea Wallman. Efter utbildning för Hans Henriksson Wettersten och gesällresor till Tyskland blev Wirgman mästare i Göteborg omkring 1706. Han var ålderman vid Göteborgs guldsmedsämbete 1729–1752. Wirgman verkstad var mycket produktiv och utförde ett flertal oblataskar och nattvardskalkar till olika svenska kyrkor, Han utförde även praktfulla dryckeskannor och dekorerade silverfat. I Gustav V:s stiftelses samling ingår ett dekorerat från 1723 som i bottenfältet har en framställning av Juno med påfågeln i en traditionell tysk barockstil medan brättet har ett stilistiskt tillskott i form av en driven bandornamentik. Hand dryckeskannor var ofta försedda med odekorerade liv medan lock, handtag och fotkulor är rikligt dekorerade enligt den tyska stilen med bandornamentik. Wirgman är representerad vid bland annat Nationalmuseum, Kulturen i Lund, Nordiska museet, Malmö museum och Göteborgs stadsmuseum.